# Parada de Rubiales
Parada de Rubiales è un comune spagnolo di 352 abitanti situato nella comunità autonoma di Castiglia e León.